# Miscela ideale
Una miscela ideale è, in termodinamica, una miscela di gas per la quale è valido il teorema di Gibbs:
"Tutte le proprietà parziali molari (eccetto il volume) di un componente di una miscela di gas perfetti sono uguali alle corrispondenti proprietà molari del composto puro come gas perfetto, calcolate alla stessa temperatura della miscela e ad una pressione pari alla pressione parziale del componente".
Non è sufficiente che una miscela sia costituita da gas ideali perché sia considerata ideale, ma deve realizzarsi quanto detto dal teorema di Gibbs. I concetti di gas ideale e miscela ideale sono quindi differenti e non vanno confusi. Allo stesso modo, non bisogna confondere il concetto di miscela ideale con quello di soluzione ideale: infatti il concetto di miscela ideale fa riferimento ad una miscela di gas, mentre il concetto di soluzione ideale è applicabile a sistemi liquidi.